# 莫雷恩海峽
莫雷恩海峽（英語：Moraine Strait），是南極洲的海峽，位於羅斯群島，東面是布萊克島，西面是布朗半島、迪斯卡弗里火山和明納海崖，由羅伯特·斯科特率領的英國探險隊發現，現時由南極條約體系管理。